# 农民负担
农民负担（农村税费）为中国大陆地区1980年代开始广泛推行家庭联产承包责任制以来使用频率很高词汇，概念上有广义和狭义之分。
- 狭义上指国务院《农民承担费用和劳务管理条例》核准的范围，即指农民除缴纳税金、政府的农产品定购任务以外所承担的村提留、乡统筹费、劳务以及其它费用，此类负担为“限额内负担”，研究三农问题的专家称之为“显性负担”，其各个时期收取范围和标准符合大陆中央政府政策的规定，是合法的。
- 广义上的“农民负担”，通常是指包含税金、提留外向农民的各类行政性收费、集资和摊派等。它包括税收、价格负担和社会负担等多个方面，此类负担称为“限额外负担”（隐性负担），隐性负担随机性强、弹性大、涉及面广、负担率高；由于“隐性负担”的制定和收取标准多为自上而下的各级政府部门、地区级或以下各级地方政府一个文件乃至农村学校的一个规定即可付诸实施，成为农村“乱收费”的根源，时常和“苛捐杂税”联系起来。

## 农村税费
农村税费指包括农业税、农产品定购、村级提留和农民负担的各种收费总称。
1980年代后期开始，很多地方出现的农民负担过重和“乱收费”渐渐成为制约和影响农村发展社会问题并成为媒体关注的焦点，大陆中央政府尽管采取各种措施，但有的地方呈愈演愈烈的势头，自1996年以后，中共中央和国务院将农民问题归入“三农”作为问题提到议事日程，2003年正式推出农村税费改革措施，2004年3月温家宝总理作出五年内取消农业税的承诺；至此，沿海地区、内陆经济较发达地区开始出现农民的“零负担”现象，有的地方政府推出了粮食补贴政策（农业补贴），鼓励粮食种植。

## 參看
- 中國農業稅
- 兩田制